# Костянтин Лакапін
Костянтин Лакапін (бл. 912 — між 946 та 948) — співімператор Візантійської імперії в 924—945 роках.

## Життєпис
Походив з дрібного вірменського роду. Третій син Романа Лакапіна, друнгарія флоту, та Феодори. Про молоді роки Костянтина замало відомостей. Його піднесення почалося, коли батько у 919 році зумів стати імператором, а у 920 році — старшим імператором. У 924 році Костянтина Лакапіна оголошено співімператром.
Після смерті старшого брата Христофора став разом з іншим братом Стефаном одним з володарів імперії спільно з батьком. При цьому імператора Костянтина VII було повністю усунуто від влади, титул він мав суто номінальний. 939 року Костянтин Лакапін одружився з донькою патрикія Адіана з Вірменії. Але у 940 році дружина померла. Того ж року Костянтин одружився вдруге.
У 943 році разом з братом Стефаном переконав батька не влаштовувати шлюб між Романом II та Євфросинією, донькою доместіка схол Сходу Іоанна Куркуаса. Після цього вплинув на Романа I, щоб той восени 944 року звільнив Куркуаса з посади.
20 грудня зі Стефаном влаштували змову проти свого батька, який заповів оголосити Костянтина VII старшим імператором. До змову долучилися Маріан Аргир та стратег Діоген. Романа I Лакапіна було арештовано та відправлено у заслання на острів Проте (один із Принцевих островів), де той став ченцем. Але повністю перебрати влади Костянтин зі Стефаном лакапіном не зміг. Проти них виступив Лев та Барда Фоки. Тому було вирішено поділити владу між Лакапінами та Костянтином VII.
Цей триумвірат проіснував 40 днів. 26 січня 945 року внаслідок нового заколоту Костянтин разом з братом Стефаном втратив владу і титул. Їх було звинувачено у спробі отруїти Костянтина VII. Костянтина і Стефана Лакапінів було відправлено на островів Проте. У 946 році Костянтина Лакапіна було відправлено до о. Тенедос, а потім до Самофракії. Його було вбито при спробі втечі між 946 та 948 роками. Найбільш імовірно це сталося у 947 році, коли було розкрито змову на користь Лакапінів. Сина Костянтина Лакапіна було кастровано, щоб він не претендував на трон.

## Родина
1. Дружина — Олена, донька патрикія Адріана
дітей не було
2. Дружина — Феофано Мамас
Діти:
- Роман, епарх Константинополя